# Marshall Faulk
Marshall William Faulk (* 26. Februar 1973 in New Orleans, Louisiana) ist ein ehemaliger US-amerikanischer American-Football-Spieler auf der Position des Runningbacks. Er spielte bei den St. Louis Rams und den Indianapolis Colts in der National Football League (NFL).

## Spielerlaufbahn

### College
Faulk begann 1991 seine Karriere bei den San Diego State Aztecs der Collegemannschaft der San Diego State University. Obwohl das erste Jahr in einer Collegemannschaft üblicherweise dazu dient den Spieler an das Spielsystem heranzuführen, erzielte der Rookie Faulk in seinem zweiten Spiel unter seinem Head Coach Al Luginbill sieben Touchdowns bei einem durch Laufspiel erzielten Raumgewinn von 386 Yards. 1994 wanderte Luginbill in die World League of American Football ab. Faulk nahm diesen Trainerwechsel zum Anlass, sich ein Jahr früher als normal vorgesehen der NFL Draft zu stellen. Im College hatte er in drei Spieljahren insgesamt einen Raumgewinn von 4589 Yards erzielt.

### Profikarriere

#### Indianapolis Colts
Faulk wurde im NFL Draft 1994 von den Colts als zweiter Spieler hinter dem Defensive Tackle Dan Wilkinson ausgewählt. Die Colts waren händeringend auf der Suche nach einem Runningback gewesen. Ihr Laufspiel unter Head Coach Ted Marchibroda war zuvor drei Jahre lang das schlechteste der Liga. Mit Faulk entwickelte sich 1994 die Offense der Mannschaft zur viertbesten der Liga. 1995 konnten die Colts gegen die Pittsburgh Steelers in das AFC Championship Game einziehen, mussten sich aber mit 16:20 knapp geschlagen geben. Faulk kam aufgrund einer Verletzung in diesem Spiel nicht zum Einsatz. 1996 konnten die Colts nochmals die Play-offs erreichen, Faulk hatte jedoch aufgrund einer Verletzung nur wenig Einsatzzeit. Obwohl Faulk in den Spielrunden 1997 und 1998 gute Leistungen zeigte, verliefen diese für die Colts jeweils sehr schlecht. Faulks Vertrag lief nach 1998 aus und er forderte höhere Bezüge. Da ihm diese nicht eingeräumt wurden, nahm er an der Saisonvorbereitung nicht teil. Die Colts entschlossen sich daher, um die Chemie in ihrem Team nicht zu gefährden, ihn an die Rams abzugeben.

#### St. Louis Rams
Faulk sollte sich als ideale Ergänzung für das aggressive, schnelle Angriffsspiel der St. Louis Rams erweisen, das als Greatest Show on Turf in die Geschichte der NFL eingehen sollte. Faulk hatte nicht nur herausragende Fähigkeiten als Ballträger, sondern war auch in der Lage einen Pass zu fangen und in die gegnerische Endzone zu tragen. Rams Head Coach Dick Vermeil gelang es mit weiteren Schlüsselspielern, wie dem Quarterback Kurt Warner, den Wide Receivern Torry Holt und Isaac Bruce oder dem deutschstämmigen Offensive-Line-Spieler Tom Nütten, die beste Angriffsmannschaft der Liga aufzubauen. Faulk erzielte während seiner ersten Regular Season in St. Louis 1.381 Yards Raumgewinn durch Laufspiel und 1.048 Yards Raumgewinn durch Passspiel. Insgesamt erzielte er zwölf Touchdowns. Der Einzug in den Super Bowl folgte der offensiv orientierten Saison der Rams. Die Tennessee Titans mussten sich dann im Super Bowl XXXIV den Rams mit 16:23 geschlagen geben. Den Titans war es zwar gelungen, den Läufer Faulk zu stoppen, dem Passempfänger Faulk konnten sie allerdings nicht so gut aufhalten, er konnte fünf Pässe für einen Raumgewinn von 90 Yards fangen.
Auch die nächsten beiden Jahre liefen für Rams unter ihrem neuen Trainer Mike Martz erfolgreich, obwohl sie den ganz großen Erfolg, den Gewinn eines Super Bowls, nicht mehr erreichen konnten. Faulk blieb einer der besten Angriffsspieler der Liga und erzielte im Jahr 2001 insgesamt 21 Touchdowns. In diesem Jahr mussten sich die Rams im nochmals erreichten Endspiel, dem Super Bowl XXXVI, knapp den aufstrebenden New England Patriots mit 17:20 geschlagen geben. Faulk hatte in diesem Jahr erneut im Angriffsspiel der Rams überzeugt und 1.359 Yards Raumgewinn durch Laufspiel und 830 Yards durch Passspiel erzielt. Nach einem für die Rams schwachen Jahr 2002 gelang ihnen 2003 und 2004 nochmals der Einzug in die Play-offs. 2005 schieden sie bereits nach der regulären Saison vorzeitig aus. Faulks Formkurve und persönliche Statistiken zeigten nach der Saison 2003 stetig nach unten. 2006 meldeten die Rams ihren Starspieler als verletzt. Faulk nahm nach 12.279 in der regulären Saison erzielten Laufyards und 136 gelaufenen und gefangenen Touchdowns seine Spielerlaufbahn nicht mehr auf.

## Ehrungen (Auswahl)
Faulk wurde zahlreich ausgezeichnet. Seine Rückennummer 28 wird durch die Rams nicht mehr vergeben. Neben Auszeichnungen als Rookie (NFL Rookie of the Year), wurde er 2000 zum wertvollsten Spieler (NFL Most Valuable Player Award (MVP)) der gesamten Saison und zum Angriffsspieler des Jahres gewählt. Die letztgenannte Wahl zum NFL Offensive Player of the Year gewann er auch in den Jahren 1999 und 2001. Sieben Mal wurde Faulk in den Pro Bowl, dem Abschlussspiel der besten Spieler einer Saison, gewählt. 1994 wurde er zum MVP des Spiels bestimmt. Sechs Mal wählte ihn die amerikanische Presse in das All Pro Team und 2001 erhielt er den Bert Bell Award. Er wurde 2011, nach der Mindestfrist von fünf Jahren in die Pro Football Hall of Fame aufgenommen. 2017 wurde er mit zehn weiteren ehemaligen Spielern in die College Football Hall of Fame aufgenommen.

## Nach der Laufbahn
Faulk arbeitet heute als Moderator und Analyst für Footballspiele für das amerikanische Fernsehen.

## Sonstiges
Faulk ist ein entfernter Verwandter von Kevin Faulk, der bei den New England Patriots von 1999 bis 2011 als Runningback unter Vertrag stand und der mit ihnen den Super Bowl XXXVI, Super Bowl XXXVIII und Super Bowl XXXIX gewann.